# Упоредно право
Упоредно право такође и компаративно право је правна академска грана које се бави проучавањем разлика и сличности између различитих права (правних система). Под то се подразумева изучавање различитих правних система (или породица) као што су англоамеричко право, континентално право, социјалистичко право, канонско право, јеврејско право, исламско право, индијско право, и кинески право. То укључује карактеризацију и анализу страних правних система, чак и тамо где не долази до директног поређења. Релевантност компаративног права увелико се повећала у добу интернационализма, глобализације и демократизације. 
Као један од почетника упоредног права сматра се  Готфрид Вилхелм Лајбниц у својом књифом издатом 1667. године на латинском језику Nova Methodus Discendae Docendaeque Iurisprudentiae (Нове методе изучавања и учења јуриспруденце). У седмом поглављу (Представљање права као пројекта за све нације, државе и времена) представља идеју да се правни системи могу класификовати у различите породице, слично концепту лигвистичких породица које је сам Лајбниц представио пар година раније. 
Такође Монтескје сматрају за једног од пионира упоредног права са својом књизом О духу закона.
Савремени оснивач компаративне и антрополошкеогизучавања права је Хенри Мејн, британски правник и правни историчар.  
У свом раду  Древни закон: Додири ране историје друштва и њен утицај на модерне идеје из 1861. године, изнео је своја схватања и погледе на развој правних институција у примитивним друштвима и упоредио источну и западну правну традицију.  
Први универзитетски курс на ту тему је био на Универзитету у Оксфорду 1869. године, а Мејн је преузео функцију професора.
Са изучаванје упоредног права у САД започео је првник који је бежао од немачких нациста, Рудолф Шлесингер. Он је постао први професор упоредног права на Корнел универзитету и помогао је проширити изучавање упородног права по САД.    